# Pangio pangia
Pangio pangia es una especie de pez de la familia Cobitidae en el orden de los Cypriniformes.

## Morfología
• Los machos pueden llegar alcanzar los 5,9 cm de longitud total.
- Número de  vértebras: 47-52.[1][2]

## Hábitat
Vive en zonas de clima tropical.

## Distribución geográfica
Se encuentra en la India, Bangladés y Birmania.